# 小森啓資
小森 啓資（こもり けいすけ、1964年7月5日 - ）は、日本のミュージシャン、ドラマー。

## 来歴
16歳の頃、イングランド出身のハードロックバンド「ディープ・パープル」のアルバム『Live in Japan』に衝撃を受け、ドラムに目覚める。
1983年、19歳の時にラウドネスの樋口宗孝主催のドラム・クリニックに参加した際にスカウトされて、翌年上京。
1984年、プログレッシブ・ロックバンド「難波弘之＆Sense Of Wonder」のエキストラに参加し、プロデビュー。
1992年、「難波弘之＆Sense Of Wonder」から脱退。
2000年、ロックバンド「野獣王国」に加入。
2004年、プログレッシブ・ロックバンド『KENSO』に加入。2005年に同バンドでプログレッシブ・ロック・フェスティバル「NEARfest2005」に出演。
2009年、自身をリーダーとしたバンド「TRI-Offensive」（岡田治郎（B）、菰口雄矢（Gt））を結成。1stアルバムをリリース。
2010年より一時ライブ活動を控えていたが、デビュー30周年の節目を迎える2014年よりライブ活動を再開。
以前よりセッションを行っていた須藤満、米川英之と2019年に「Team Dragons」というユニットを結成（ユニット名の由来は、3人とも同じ辰年生まれであることから）。
また、スタジオ・セッション・ドラマーとして、数々のアーティストのツアー、レコーディング、セッションに参加。作曲やアレンジ、プロデュースを手掛けるなど、幅広く活動している。

## ディスコグラフィー
TRI-Offensive
- アルバム『TRI-Offensive』（2009年6月24日 、キングレコード）

## 参加作品
榊原大
- アルバム『転移』（2001年）、『TOMORROW』（2002年）、『As for You』（2004年）、『風色〜kazeiro』（2007年）、『Seeds Of Life』（2012年）

玲里
- アルバム『KISS AND FLY』（2011年）

嵐
- シングル「truth/風の向こうへ」（2008年）

松田聖子
- アルバム『My pure melody』（2008年）

伴都美子
- アルバム『VOICE 2〜cover lovers rock〜』（2008年）

メガマソ
- アルバム『またたくよる』（2007年）
- シングル「LIPS」（2007年）
- ベストアルバム『mega-star's prayer presents『メガマソ人気音源集』』（2008年）

KENSO
- アルバム『うつろいゆくもの』（2006年）、『Chilling Heat Live in Tokyo 2004』（2005年）
- ライブアルバム『AYR』（2004年）※DVD付き
- DVD『LIVE IN USA at NEARfest 2005』（2006年）、『KENSO版 プログレッシヴロックの作り方』（2008年）

野獣王国
- アルバム『FULL FANTASY』（2000年）、『CANDY』（2002年）、『PEACE』（2007年）

SENSE OF WONDER
- アルバム『AQUA PLANET』（1988年）
- DVD『The 20th Anniversary of Hiroyuki Namba & SENSE OF WONDER』（2001年）

樽木栄一郎
- アルバム『PUZZLE』（2004年）
- シングル「音の出ない月の下で」（2004年）

大江千里
- アルバム『SENRI HAPPY』（1996年）
- DVD『chick again from concert tour chic』（1993年）、 『mickey watchs me senri oe "Giant Steps"』（1994年）、『納涼千里天国』（1996年）

広瀬香美
- カバーアルバム『Thousands of Covers Disc1』（1997年）

葉加瀬太郎
- アルバム『watashi』（1997年）

鈴木康博
- アルバム『それぞれの街角で』（1995年）

CAROLE SERRA
- アルバム『ANNIVERSARIE』（1991年）

近藤真彦
- アルバム『綺麗 KI・RE・I』（1992年）

クライズラー&カンパニー
- アルバム『Chaconne』（1995年）
- ライブアルバム『UP AND AWAY』（1996年）、『RED ROOM』（1996年）

工藤静香
- DVD『静香のコンサート'92 "声を聴かせて"』（1992年）

池田聡
- アルバム『Re-born』（1994年）

高橋克典
- アルバム『BREATHLESS』（1993年）、｢HEEL｣（1993年）

Baby Boo
- アルバム｢BABY BOO｣（2002年）

新世界楽曲雑技団SPECIAL BAND
- アルバム『NEO・GEO SUPER LIVE! 1994｣（1994年）、『餓狼伝説イメージアルバム』（1993年） 、『THE KING OF FIGHTERS '94 Arrange Sound Trax』（1994年）

Coba
- アルバム『mania coba 2』（1998年）

Sugar Soul
- アルバム『Sugar Soul Live Balance』（2001年）
- DVD『Tour 2000〜うず〜』

シブがき隊
- DVD『シブがき隊 ライヴ・スペシャル』（1985年）、『シブがき隊 5TH ANNIVERSARY 読売ランドEAST LIVE!』（1986年）

横関敦、HEATH（X-JAPAN）、鈴木彩子、PASSENGERS、鈴木徹、矩形派倶楽部、佐久間学、ZNX、奥田美和子、SPYKE、野沢直子、TRYBECCA、藤あや子、石田ひかり、パンサー（SEX MACHINEGUNS）、キャラメルボックス、岸 倫仔、松本英子、他